# Tartu Kalev-Välk
Der Hokiklub Tartu Kalev-Välk (gegründet als Hokiklub Tartu Välk 494) ist ein estnischer Eishockeyclub aus Tartu, der 1994 als Tartu Välk 494 gegründet wurde und in der Meistriliiga spielt. Die Heimspiele des Vereins werden in der Lõunakeskuse jäähall ausgetragen.

## Geschichte
Der Hokiklub Tartu Välk 494, der 1994 gegründet wurden, gewann 1997 mit der estnischen Meisterschaft ihren ersten Titel. Im Folgejahr platzierte sich das Team auf dem zweiten Rang, bevor 1999 und 2000 erstmals in Folge zwei Meisterschaften errungen wurden. In den Jahren 2002, 2003, 2008, 2011, 2012, 2015, 2019 und 2020 gewann der Verein (seit 2007 als Tartu Kalev-Välk) acht weitere Male die estnische Meisterschaft und wurde 2001, 2006, 2007, 2013 und 2014 jeweils Vize-Meister.
Weiters nahm der Club in den Jahren 1997 und 1998 an der Austragung des IIHF Continental Cup teil. In einer Gruppe mit den Mannschaften Juniors Riga, HK Sokol Kiew und SC Miercurea Ciuc gelang eine Bilanz von je einem Sieg, Unentschieden und einer Niederlage. Als Drittplatzierter der Gruppe K wurde der Einzug in die nächste Runde verfehlt. Im Folgejahr konnte sich der Verein in einer Gruppe mit den Gegnern HK Berkut Kiew, HK Vojvodina Novi Sad und HK Roter Stern Belgrad zwei Siege erspielen und verlor eine Partie. Somit belegte die Mannschaft den zweiten Rang in der Gruppe C und verfehlte erneut den Einzug in die folgende Runde.
Nach über zehn Jahren nahm der Club in der Saison 2009/10 wieder an einer Austragung des IIHF Continental Cup teil. Dabei ersetzte Tartu Välk den Ligarivalen Tallinn Stars, der vor dem Turnier Insolvenz angemeldet hatte und kurz darauf aufgelöst wurde. In einer Gruppe mit den Mannschaften SC Energija, KS Cracovia und HK Saryarka Karaganda erspielte sich das Team einen Sieg in der Verlängerung und verlor zwei Partien.

### Fußball
2006 wurde auch eine Fußballabteilung des Klubs gegründet, die sich 2008 unter dem Namen FC Santos Tartu verselbständigte.

## Stadion
Der Verein bestritt seine Heimspiele seit seiner Gründung in der 600 Plätze fassenden Annelinn jäähall. Im Jahr 2008 bezog das Team mit der drei Jahre zuvor erbauten Lõunakeskuse jäähall eine neue Heimspielstätte, die ebenfalls über eine Kapazität von 600 Zuschauerplätzen verfügt.

## Erfolge
- Estnischer Meister (11): 1997, 1999, 2000, 2002, 2003, 2008, 2011, 2012, 2015, 2019, 2020
- Estnischer Pokalsieger: 1997, 1998